# Jaime Afreixo

Jaime Afreixo.

Jaime Maria da Graça Afreixo (Lisboa, 10 de Dezembro de 1867 — Lisboa, 2 de Janeiro de 1942) foi um vice-almirante e político português.
Filho do pedagogo e advogado José Maria da Graça Affreixo (Ovar, 1842-Lisboa, 1919). Foi o líder da Armada durante a Revolução de 28 de Maio de 1926, após o qual foi nomeado para ministro da Marinha no 1.º governo da ditadura, e novamente no 3.º governo; exerceu, também o cargo de ministro do Interior Entre 1930 e 1940, foi Director Geral da Marinha. 
Jaime Afreixo tirou o curso na Universidade de Coimbra, ingressando seguidamente na Escola Naval. Terminou a sua carreira de oficial da Marinha no posto de Vice-Almirante. 
Como Presidente do Domínio Público Marítimo, teve um papel de importante na elaboração da sua legislação. Foi um dos principais impulsionadores da criação do concelho da Murtosa.
Foi casado com Ilda de Lima de Melo do Rego e pai do advogado Jaime do Rego Afreixo (1932-1979).